# Corben Bone
Corben Bone (Plano, 16 september 1988) is een Amerikaans voetballer. In 2015 tekende hij een contract bij Wilmington Hammerheads.

## Clubcarrière
Bone werd in de MLS SuperDraft 2010 als dertiende gekozen door Chicago Fire. Hij maakte zijn professionele debuut op 8 mei 2010 tegen Toronto FC. Aan het einde van zijn eerste seizoen had hij meegespeeld in vijf competitiewedstrijden. Na vier jaar bij Chicago Fire, waarin hij uitkwam in slechts achttien competitiewedstrijden, tekende hij op 12 december 2013 bij Philadelphia Union nadat hij door de club geselecteerd was in de MLS Re-Entry Draft 2013. Op 5 april 2014 maakte hij tegen Chicago Fire zijn debuut voor Philadelphia. Op 12 augustus 2014 werd hij verhuurd aan de Wilmington Hammerheads uit de USL Pro. Philadelphia Union maakte op 8 december 2014 bekend dat het contract van Bone niet verlengd werd. Vervolgens tekende hij een vast contract bij Wilmington Hammerheads, de club waar hij een seizoen eerder al aan werd verhuurd.